# Zeina Latif
Zeina Abdel Latif (Campinas, 13 de outubro de 1967) é uma economista brasileira. É a economista-chefe da XP Investimentos e ex secretária de Desenvolvimento Econômico do Estado de São Paulo.

## Biografia
Filha de palestino com brasileira de ascendência portuguesa, Latif é a mais nova de quatro irmãos. Seu pai chegou ao Brasil em 1958 e trabalhou como mascate e professor de inglês. Sua mãe formou-se em Biologia e trabalhou como professora. Ela viveu em sua cidade natal, Campinas, até ingressar na faculdade de Economia da Universidade de São Paulo (USP), onde também tirou seu mestrado e doutorado na área.
Em 2022, Zeina foi nomeada secretária de Desenvolvimento Econômico do Estado de São Paulo pelo governador Rodrigo Garcia.

## Livro
Em abril de 2022, lançou Nós do Brasil – Nossa Herança e Nossas Escolhas, pela Editora Record. No livro, a autora analisa os entraves para o desenvolvimento do país. Ao fazer isso, passa por diversas áreas do conhecimento além da economia e percorre a história do Brasil, desde o passado longínquo até acontecimentos mais recentes, como a crise econômica brasileira de 2014 e a recessão causada pela pandemia de COVID-19.